# Thayet
Thayet är en stad i Myanmar. Den ligger i Magwayregionen, i den centrala delen av landet, 110 km väster om huvudstaden Naypyidaw. Thayetmyo ligger 47 meter över havet och folkmängden uppgår till cirka 20 000 invånare.

## Geografi
Terrängen runt Thayetmyo är platt. Runt Thayetmyo är det ganska tätbefolkat, med 100 invånare per kvadratkilometer. Trakten runt Thayetmyo består till största delen av jordbruksmark.